# بالان، ان
بالان، ان (به فرانسوی: Balan) یک کمون در فرانسه است که در Canton of Montluel واقع شده‌است.

## خصوصیات
بالان ۱۸٫۰ کیلومترمربع مساحت و ۲٬۳۶۲ نفر جمعیت دارد و ۱۹۴ متر بالاتر از سطح دریا واقع شده‌است.